# Manželka premiéra Izraele
Manželka premiéra Izraele (dodnes se vždy jednalo o ženu provdanou za premiéra Izraele) je manželka premiéra izraelské vlády. Nejedná se o oficiální pozici ani titul. Je běžné, že se účastní veřejných akcí.
K roku 2022 bylo manželkami izraelského premiéra dvanáct žen. Golda Meir a Ariel Šaron nebyli v době výkonu funkce v manželství.

## Historie
Manželka izraelského premiéra mu pomáhá s ceremoniálními povinnostmi a vykonává různé další funkce. Manželkou současného premiéra Ja'ira Lapida je Lihi Lapid.
| Manželka            | Obrázek | Nástup do funkce   | Konec v úřadu      | Premiér Izraele    | Poznámky |
| ------------------- | ------- | ------------------ | ------------------ | ------------------ | --- |
| Paula Ben Gurion    |         | 17. května 1948    | 26. ledna 1954     | David Ben Gurion   | Manželka prvního izraelského premiéra. Narodila se v Ruském impériu a vyrůstala ve Spojených státech. |
| Cipora Šaret        |         | 26. ledna 1954     | 3. listopadu 1955  | Moše Šaret         | |
| Paula Ben Gurion    |         | 3. listopadu 1955  | 26. června 1963    | David Ben Gurion   | Druhé působení Pauly Ben Gurion ve funkci manželky premiéra. |
| Mirjam Eškol        |         | 26. června 1963    | 26. února 1969     | Levi Eškol         | Mirjam Eškol si vedle funkce manželky premiéra ponechala i funkci knihovnice Knesetu. Po smrti svého manžela ve funkci v roce 1969 založila v roce 1970 organizaci Jad Levi Eškol a byla její předsedkyní až do roku 2010. |
| volné místo         |         | 17. března 1969    | 3. června 1974     | Golda Meir         | Golda Meir, dosud jediná izraelská premiérka, byla vdova. Její manžel Morris Meyerson zemřel v roce 1951, ještě než se stala izraelskou premiérkou.                                                                        |
| Lea Rabin           |         | 3. června 1974     | 20. června 1977    | Jicchak Rabin      | První působení Ley Rabin ve funkci manželky premiéra. |
| Aliza Begin         |         | 20. června 1977    | 13. listopadu 1982 | Menachem Begin     | Aliza Begin (rozená Arnold) zemřela v listopadu 1982, kdy byl její manžel ještě premiérem. Manželé byli oddáni od 29. května 1939.                                                                                         |
| volné místo         |         | 13. listopadu 1982 | 10. října 1983     | Menachem Begin     | Po smrti Alizy v listopadu 1982 se premiér Menachem Begin postupně stáhl z veřejného života až do své rezignace v říjnu 1983.                                                                                              |
| Šulamit Šamir       |         | 10. října 1983     | 13. září 1984      | Jicchak Šamir      | Šamir, která se narodil v Bulharsku, byla sociální aktivistkou. Poprvé zastávala funkci manželky premiéra. |
| Sonja Peres         |         | 13. září 1984      | 20. října 1986     | Šimon Peres        | |
| Šulamit Šamir       |         | 20. října 1986     | 13. července 1992  | Jicchak Šamir      | |
| Lea Rabin           |         | 13. července 1992  | 4. listopadu 1995  | Jicchak Rabin      | Druhé působení Ley Rabin jako manželky premiéra Jicchaka Rabina. Její manžel byl zavražděn 4. listopadu 1995. |
| Sonja Peres         |         | 4. listopadu 1995  | 18. června 1996    | Šimon Peres        | |
| Sara Netanjahu      |         | 18. června 1996    | 6. července 1999   | Benjamin Netanjahu | První působení Sary Netanjahu ve funkci manželky premiéra. |
| Na'ava Barak-Zinger |         | 6. července 1999   | 7. března 2001     | Ehud Barak         | |
| volné místo         |         | 7. března 2001     | 4. ledna 2006      | Ariel Šaron        | Druhá manželka Ariela Šarona, Lili Šaron, zemřela v březnu 2000, ještě než se stal premiérem. |
| Aliza Olmert        |         | 4. ledna 2006      | 31. března 2009    | Ehud Olmert        | Aliza Olmert je umělkyně, fotografka, spisovatelka a sociální pracovnice, která se narodila v Německu přeživším holokaustu z Polska.                                                                                       |
| Sara Netanjahu      |         | 31. března 2009    | 13. června 2021    | Benjamin Netanjahu | Druhé působení Sary Netanjahu ve funkci manželky premiéra. |
| Gilat Bennett       |         | 13. června 2021    | 1. července 2021   | Naftali Bennett    | Bennett se na veřejnosti objevovala jen zřídka. Několikrát byla viděna po boku svého manžela a dvakrát promluvila v Knesetu.                                                                                               |
| Lihi Lapid          |         | 1. července 2021   | 29. prosince 2022  | Ja'ir Lapid        | |
| Sara Netanjahu      |         | 29. prosince 2022  | současnost         | Benjamin Netanjahu | |